# Eufrazja od Najświętszego Serca Jezusa
Eufrazja od Najświętszego Serca Jezusa, właśc. Euphrasia Eluvathingal (ur. 7 października 1877 w Katturze w stanie Kerala, zm. 29 sierpnia 1952 w Ollur) — hinduska zakonnica, święta Kościoła katolickiego.

## Życiorys
Pod wpływem swojej pobożnej matki od wczesnych lat marzyła o tym, by zostać świętą. W 1889 roku, mając 12 lat, została aspirantką Zgromadzenia Sióstr Matki Karmelu (łac. Congregatio Fratrum Carmelitarum B.V. Mariae Immaculatae, CMI). Przyjęła imię zakonne Eufrazja od Najświętszego Serca Jezusa. W 1900 roku złożyła śluby zakonne, a w 1904 roku została mistrzynią nowicjatu. Przez jakiś czas pełniła obowiązki przełożonej.
Zmarła w opinii świętości mając 74 lata.
Została beatyfikowana 3 grudnia 2006 roku przez papieża Benedykta XVI.
4 kwietnia 2014 papież Franciszek podpisał dekret o uznanie cudu za wstawiennictwem błogosławionej. Data kanonizacji zostanie ogłoszona podczas konsystorza, który odbędzie się 12 czerwca 2014. Tego dnia podczas konsystorza papież ogłosił, że bł. Eufrazja od Najświętszego Serca Jezusa z 5 innymi błogosławionymi zostanie kanonizowana 23 listopada 2014. Tego dnia na placu świętego Piotra papież Franciszek kanonizował ją i 5 innych błogosławionych.